# Strange Days (film)
Pour les articles homonymes, voir Strange Days.
Pour plus de détails, voir Fiche technique et Distribution.
Strange Days, ou Ondes de choc au Québec, est un film américain réalisé par Kathryn Bigelow et sorti en 1995.
Ce film de science-fiction, coécrit par James Cameron, s'inspire de faits réels comme le procès de Lorena Bobbitt ou encore les émeutes de 1992 à Los Angeles. Il montre un futur proche dans lequel les gens achètent des vidéos interdites. Malgré des critiques plutôt bonnes dans la presse, le film est un échec commercial.

## Synopsis
Quelques jours avant l'an 2000, à Los Angeles. La ville est devenue une zone violente et mal fréquentée, notamment après la mort du rappeur afro-américain Jeriko One. Lenny Nero — ancien policier du LAPD — s'est reconverti en dealer de clips prohibés utilisant la technologie SQUID, initialement développée pour la police mais aujourd'hui sur le marché clandestin. Celle-ci est capable d'enregistrer les flux du cortex cérébral et de les restituer à l'identique via un casque. Lenny se repasse par exemple des images de son ex-petite-amie, Faith Justin. Un jour, Lenny reçoit un blackjack, une vidéo montrant un crime, ce qu'il refuse toujours de vendre. Via cette vidéo anonyme, Lenny découvre en direct le viol et l'assassinat de son amie Iris.

## Fiche technique
Sauf indication contraire, les informations mentionnées dans cette section peuvent être confirmées par la base de données cinématographiques IMDb,  présente dans la section « Liens externes ».
- Titre français et original : Strange Days
- Titré québécois : Ondes de choc[1]
- Réalisation : Kathryn Bigelow
- Scénario : James Cameron et Jay Cocks, d'après une histoire de James Cameron
- Musique : Graeme Revell
- Photographie : Matthew F. Leonetti
- Son : Richard Beggs, Gloria Borders (en), Frank E. Eulner (en), Tom Johnson et Gary Rydstrom
- Montage : Howard E. Smith, avec la participation non créditée de James Cameron[2]
- Décors : Lilly Kilvert (en)
- Costumes : Ellen Mirojnick
- Direction artistique : John Warnke
- Production : James Cameron et Steven-Charles Jaffe (en)
  - Production exécutive : Lawrence Kasanoff (en) et Rae Sanchini
  - Coproduction : Ira Shuman
- Société de production : Lightstorm Entertainment
- Sociétés de distribution : 20th Century Fox (États-Unis), UGC Fox Distribution (France), United International Pictures (Belgique)
- Budget : 42 000 000 $[3]
- Pays de production :  États-Unis
- Langue originale : anglais
- Format : couleur - 2,39:1 - Dolby | SDDS | Dolby SR
- Genre : science-fiction, policier, action et thriller
- Durée : 145 minutes
- Dates de sortie[4] :
  - États-Unis : 7 octobre 1995
  - France :  7 février 1996
  - Belgique : 17 avril 1996
- Classification[5] :
  - États-Unis : R
  - France : interdit aux moins de 16 ans lors de sa sortie en salles puis interdit aux moins de 12 ans lors de sa sortie en DVD[réf. nécessaire]

## Distribution
Sauf indication contraire, les informations mentionnées dans cette section peuvent être confirmées par la base de données cinématographiques IMDb,  présente dans la section « Liens externes ».
- Ralph Fiennes (VF : Philippe Vincent) : Lenny Nero
- Angela Bassett (VF : Maïk Darah) : Lornette « Mace » Mason
- Juliette Lewis (VF : Laurence Charpentier) : Faith Justin
- Tom Sizemore (VF : Emmanuel Jacomy) : Max Peltier
- Michael Wincott (VF : Michel Vigné) : Philo Gant
- Vincent D'Onofrio (VF : Jean-François Aupied) : Burton Steckler
- William Fichtner (VF : Antoine Tomé) : Dwayne Engelman
- Josef Sommer (VF : Serge Lhorca) : le commissaire Palmer Strickland
- Glenn Plummer (VF : Thierry Desroses) : Jeriko One
- Brigitte Bako (VF : Virginie Mery) : Iris
- Richard Edson (VF : Lionel Henry) : Tick
- Joe Urla (VF : Gabriel Le Doze) : Keith
- Todd Graff (VF : Gilles Tamiz) : Tex Arcana
- Nicky Katt : Joey Corto
- Michael Jace (VF : Sylvain Lemarié) : Wade Beemer
- Louise Lecavalier : Cindy « Vita » Minh
- Jim Ishida (VF : Jim Adhi Limas) : M. Fumitsu
- Kylie Ireland : une fille du clip érotique
- Dru Berrymore : une fille du clip érotique
- Stefan Arngrim : Skinner
- Kelly Hu (VF : Sophie Arthuys) : la présentatrice du journal télévisé
- Chris Douridas : l'animateur radio (voix)

## Production
James Cameron développe l'intrigue dès 1986, mais se concentre sur d'autres projets. Il repense à ce projet et le propose à son ex-femme Kathryn Bigelow, après avoir travaillé comme script doctor sur Point Break. L'ébauche de scénario de départ est ensuite retravaillée par Jay Cocks. L'intrigue du film s'inspire par ailleurs de l'affaire Rodney King et des émeutes qui s'ensuivirent.
Andy García devait interpréter le rôle de Lenny Nero. De nombreux autres acteurs avaient été aussi envisagés : Arnold Schwarzenegger, Denzel Washington, Michael Keaton, Tom Cruise, Jeff Bridges, Mel Gibson, Bruce Willis, Nicolas Cage, Patrick Swayze, John Travolta, Sean Penn, Bill Paxton, Dennis Quaid et Kurt Russell.
Le tournage a lieu de juin à octobre 1994. Il se déroule à Los Angeles (notamment en centre-ville) et ses environs (West Hollywood).
Pour les vidéos SQUID en caméra subjective, la société de production Lightstorm Entertainment a développé pendant plusieurs mois une caméra 35 mm de moins de 4 kilogrammes.
James Cameron participe activement au montage du film. Mais, n'étant pas affilié au syndicat des monteurs, il ne pourra être crédité au générique.

## Bande originale
La musique du film est composée par Graeme Revell. Initialement, c'est Michael Kamen qui devait composer la musique. Le duo français Deep Forest est ensuite engagé. Ils travaillent notamment avec Peter Gabriel, pour la chanson While the Earth Sleeps. Tout juste auréolé du succès de The Crow (1994), Graeme Revell est finalement engagé. Seuls deux morceaux de Deep Forest sont conservés.
Le film contient une reprise de Strange Days des Doors, tiré de l'album du même nom sorti en 1967. La chanson a par ailleurs inspiré le titre du film[réf. nécessaire].
L'actrice Juliette Lewis interprète toutes les chansons que chante Faith, son personnage dans le film.
| Liste des titres | Liste des titres            | Liste des titres                                 | Liste des titres            | Liste des titres | Liste des titres | Liste des titres | Liste des titres | Liste des titres | Liste des titres |
| No               | Titre                       | Auteur                                           | Interprètes                 | Durée            |                  |                  |                  |                  |                  |
| ---------------- | --------------------------- | ------------------------------------------------ | --------------------------- | ---------------- | ---------------- | ---------------- | ---------------- | ---------------- | ---------------- |
| 1.               | Selling Jesus               | Skin, Len Arran (en)                             | Skunk Anansie               | 3:43             |                  |                  |                  |                  |                  |
| 2.               | The Real Thing              | Praga Khan, Jade 4 U, Oliver Adams               | Lords of Acid               | 3:33             |                  |                  |                  |                  |                  |
| 3.               | Overcome                    | Tricky, Skip Fahey, Marcella Detroit             | Tricky                      | 4:31             |                  |                  |                  |                  |                  |
| 4.               | Coral Lounge                | Éric Mouquet, Michel Sanchez                     | Deep Forest                 | 3:28             |                  |                  |                  |                  |                  |
| 5.               | No White Clouds             | Morrylien Jenkins, Ngozi L. Inyama, Tara Thierry | Strange Fruit               | 6:02             |                  |                  |                  |                  |                  |
| 6.               | Hardly Wait                 | PJ Harvey                                        | Juliette Lewis              | 3:13             |                  |                  |                  |                  |                  |
| 7.               | HereWEcome                  | Chris Cuben-Tatum, ME PHI ME                     | ME PHI ME/Jeriko One        | 4:56             |                  |                  |                  |                  |                  |
| 8.               | Feed                        | Skin, Richard "Cass" Lewis, Martin "Ace" Kent    | Skunk Anansie               | 2:43             |                  |                  |                  |                  |                  |
| 9.               | Strange Days                | The Doors                                        | Prong feat. Ray Manzarek    | 4:22             |                  |                  |                  |                  |                  |
| 10.              | Walk In Freedom             | The Satchel Partnership                          | Satchel                     | 3:32             |                  |                  |                  |                  |                  |
| 11.              | Dance Me to the End of Love | Leonard Cohen, David Campbell                    | Kate Gibson                 | 4:27             |                  |                  |                  |                  |                  |
| 12.              | Fall In The Light           | Graeme Revell, Lori Carson                       | Lori Carson & Graeme Revell | 4:22             |                  |                  |                  |                  |                  |
| 13.              | While the Earth Sleeps      | Mouquet, Sanchez, Peter Gabriel                  | Peter Gabriel & Deep Forest | 3:52             |                  |                  |                  |                  |                  |
| 52:50            |                             |                                                  |                             |                  |                  |                  |                  |                  |                  |

## Accueil
Le film a été un cuisant échec commercial, rapportant environ 7 959 000 $ au box-office en Amérique du Nord pour un budget de 42 000 000 $. En France, il a réalisé 160 664 entrées.
Il a reçu un accueil critique plutôt favorable, recueillant 63 % de critiques positives, avec une note moyenne de 6,2/10 et sur la base de 41 critiques collectées, sur le site agrégateur de critiques Rotten Tomatoes. Il fait partie des films de l'ouvrage 1 001 films à voir avant de mourir.

## Distinctions
Lors des Saturn Awards 1996, le film a remporté deux récompenses : meilleure réalisation (Kathryn Bigelow) et meilleure actrice (Angela Bassett), et a été nommé dans trois autres catégories : meilleur film de science-fiction, meilleur acteur (Ralph Fiennes) et meilleur scénario.